# Roger Martínez
Roger Beyker Martínez Tobinson (Cartagena de Indias, 23 de junho de 1994), mais conhecido como Roger Martínez ou Martínez Tobinson, é um futebolista profissional colombiano que atua como atacante central. Atualmente defende o Al-Taawoun.

## Carreira
Roger Martínez fez parte do elenco da Seleção Colombiana de Futebol da Copa América de 2016.

## Títulos
América
- Campeonato Mexicano: 2018
- Copa MX: Clausura 2019
- Campeón de Campeones: 2019

Racing Club
- Copa Sul-Americana: 2024

Individual
- Chinese FA Cup Most Valuable Player: 2016[2]